# Casey Fenton
Casey Fenton (né en 1978 à Conway) est un informaticien et webmestre américain.

## Couchsurfing: création et évolution
Casey Fenton crée le projet CouchSurfing en 1999. L'idée lui vient après avoir trouvé un vol de Boston vers l'Islande. Il contacte alors mille cinq cents étudiants de l'université d'Islande en leur demandant s'il peut loger chez eux au lieu de dormir dans une auberge de jeunesse. Il reçoit au total plus de cinquante propositions d'hébergement. Dans le vol de retour à Boston, il commence à échafauder le projet CouchSurfing. Début 2003, il achète une base de données de toutes les villes et villages du monde, et lance le site CouchSurfing en janvier 2004. En 2011, Casey Fenton est concerné par une controverse lorsque Couchsurfing devient une société commerciale par actions. Les utilisateurs de la communauté lui reprochent alors de s'approprier à des fins d'enrichissement personnel les actifs de l'organisation (notamment le code du site et sa base de données) pourtant développés antérieurement par une communauté bénévole 